# The Villages
The Villages – jednostka osadnicza w Stanach Zjednoczonych, w stanie Floryda, w hrabstwie Marion.